# Fârliug (gmina)
Gmina Fârliug – gmina w okręgu Caraș-Severin w zachodniej Rumunii. Zamieszkuje ją 1956 osób. W skład gminy wchodzą miejscowości Fârliug, Dezești, Duleu, Remetea-Pogănici, Scăiuș i Valea Mare. 